# Suckling Airways
Suckling Airways – nieistniejąca brytyjska linia lotnicza z siedzibą w Cambridge. Obsługiwała połączenia regionalne po Wielkiej Brytanii. Głównym węzłem był port lotniczy Norwich.
Linia została założona 14 listopada 1984 pod nazwą Suckling Airways. 13 października 1999 nazwa została zmieniona na ScotAirways, by w 2011 ponownie powrócić do pierwotnej nazwy.
W kwietniu 2013 linia została przejęta przez Loganair.